# Saint-Pellerin (Manche)
Saint-Pellerin is een plaats en voormalige gemeente in het Franse departement Manche in de regio Normandië. De plaats maakt deel uit van het arrondissement Saint-Lô.

## Geschiedenis
Op 1 januari 2017 ging de gemeente samen met de gemeenten Brévands en Les Veys op in Carentan-les-Marais, een commune nouvelle die op 1 januari 2016 gevormd was door de fusie van de toenmalige gemeenten Angoville-au-Plain, Carentan, Houesville en Saint-Côme-du-Mont.

## Geografie
De oppervlakte van Saint-Pellerin bedraagt 4,4 km², de bevolkingsdichtheid is 72,0 inwoners per km².
De onderstaande kaart toont de ligging van Saint-Pellerin (Manche) met de belangrijkste infrastructuur en aangrenzende gemeenten.

## Demografie
Onderstaande figuur toont het verloop van het inwonertal (bron: INSEE-tellingen).

 Angoville-au-Plain · Brévands · Brucheville · Carentan · Catz · Houesville · Montmartin-en-Graignes · Saint-Côme-du-Mont · Saint-Hilaire-Petitville · Saint-Pellerin · Les Veys · Vierville